# Robert Jung
Robert Jung (* 19. Dezember 1944 in Kaiserslautern) ist ein deutscher Fußballtrainer und ehemaliger Spieler. Zuletzt trainierte Jung als Interimstrainer zum Ende der Saison 2013/14 den FC 08 Homburg. Darüber hinaus unterrichtete er bis zum Schuljahr 2008/09 am Leibniz-Gymnasium Pirmasens Mathematik und Sport.

## Karriere

### Spieler
Jungs Aktivenkarriere begann 1963 beim Regionalligisten VfR Kaiserslautern, wo der Verteidiger im zweiten Jahr Stammspieler wurde, aber mit dem VfR nach 46 Spielen und zwei Toren 1965 abstieg. Ein Jahr später wechselte Jung zum FK Pirmasens. Im ersten Jahr wurde er nur einmal eingesetzt, ab 1967 war er auch hier Stammspieler, bald auch Mannschaftskapitän. Bis 1976 spielte Jung für den FKP 250-mal und schoss acht Tore. 1970 und 1971 wurde er Vizemeister der Regionalliga, scheiterte aber jeweils in der Aufstiegsrunde zur Bundesliga. Nach zwei Saisons in der 1974 gegründeten 2. Bundesliga wechselte Jung 1976 zum Amateurligisten FK Clausen, wo er bis 1978 Spielertrainer war.

### Trainer
1978 kam Jung wiederum zum gerade aus der Zweiten Liga abgestiegenen FKP zurück, diesmal als Trainer. Sieben Jahre lang belegten Jungs Pirmasenser jeweils einen Platz im oberen Tabellendrittel. 1985 wechselte der Trainer zum Oberliga-Konkurrenten FSV Salmrohr, mit dem er 1986 in die 2. Bundesliga aufstieg. Im März 1987 wurde Jung beim chancenlosen FSV von seinem Amt entbunden.
Zwei Monate darauf stieg Jung mit den Offenbacher Kickers, die sich vor Beginn der Aufstiegsrunde von ihrem Trainer Franz Brungs getrennt hatten, erneut in die Zweite Liga auf. Da er aber bereits einen Vertrag beim SC Birkenfeld unterzeichnet hatte, konnte er den OFC nicht weiter betreuen. In Birkenfeld blieb Jung, bis er im Februar 1989 vom abstiegsbedrohten Zweitligisten 1. FSV Mainz 05 verpflichtet wurde. Dort konnte er den Abstieg nicht verhindern, kehrte aber in der Saison 1989/90 mit einem „Husarenritt“ (Jung) in die Profiliga zurück: Erst am letzten Spieltag kassierten die 05er die einzige Saisonniederlage. Die Meisterschaft war längst entschieden.
Beinahe hätte Jung, hauptamtlich Oberstudienrat in Pirmasens, wieder seinen Aufsteiger verlassen müssen, da der Rheinland-Pfälzische Kultusminister Georg Gölter zunächst den zeitaufwendigen und hoch dotierten Nebenjob nicht genehmigte. Erst kurz vor Saisonbeginn kam die Freigabe für Jung.
In der Winterpause der Saison 1991/92 verkündete Jung seinen Abschied aus Mainz zum Saisonende. Bei seinem neuen Verein Rot-Weiss Frankfurt blieb er jedoch nur ein halbes Jahr. Nicht viel glücklicher war Jungs Engagement beim SV Wehen von Januar 1993 bis Oktober 1994.
Seit 1996 ist Robert Jung durchgängig als Trainer im Südwest-Amateurfußball aktiv. Bis 1998 trainierte er zum zweiten Mal den FK Pirmasens, mit dem er 1997 aus der Verbandsliga in die Oberliga aufstieg. Von 1998 bis 2001 war Jung Trainer des Oberligisten Wormatia Worms, anschließend vier Jahre lang beim Oberligisten SC Hauenstein (Saison 2002/03 Vizemeister der Oberliga Südwest mit SC Hauenstein) angestellt.
2005 wechselte Robert Jung wieder nach Pirmasens, wo er 2006 in die Regionalliga aufstieg und im Endspiel gegen den 1. FSV Mainz 05 II den SWFV-Pokal gewann. Die Mainzer hatten zuvor fünf Mal in Folge den Verbandspokal geholt, 2005 und 2004 gegen Jungs Hauensteiner. Im folgenden DFB-Pokal erreichte der FKP die zweite Runde durch einen Sieg im Elfmeterschießen gegen Werder Bremen. Im November 2006 wurde Jung beim FKP entlassen.
In der Saison 2008/09 errang er ungeschlagen die Meisterschaft in der Kreisklasse Pirmasens mit dem SV Erlenbrunn. Zur Saison 2009/10 wurde Jung Trainer beim FSV Salmrohr und erreichte mit der Mannschaft in seinem ersten Jahr den dritten Platz in der Rheinlandliga. In der folgenden Saison 2010/11 gewann der Verein die Meisterschaft und stieg in die Oberliga Südwest auf. In der Spielzeit 2011/12 erreichte Jung mit der Mannschaft des FSV Salmrohr als Aufsteiger den sechsten Tabellenplatz. Am letzten Spieltag der Saison kündigte der FSV den Vertrag mit Jung und ersetzte ihn durch Patrick Klyk. Im September 2012 wurde Jung vom Südwest-Oberligisten SV Mehring verpflichtet. Nach einem halben Jahr am 13. März 2013 trat Jung zurück, für ihn übernahm Dino Toppmöller.
Ab Juli 2013 leitete Jung das Vormittagstraining beim Regionalliga-Aufsteiger SVN Zweibrücken und war als Scout für Trainer Peter Rubbeck tätig. Im April 2014 wurde er Interimstrainer beim Ligakonkurrenten FC Homburg.

## Spielweise
Jungs bevorzugte Spielweise, meist ein 3-4-3-System, wird oft oberflächlich als Mauertaktik bezeichnet. Seine Mannschaften stehen im Feld sehr tief, betreiben aber ein sehr aggressives Pressing und schalten nach Ballgewinnen blitzschnell um, um Konter zu fahren. Diese Handschrift des gewieften Taktikers war bislang bei allen seinen Vereinen klar abzulesen.